# Programmauftrag
Der öffentlich-rechtliche Programmauftrag beschreibt den Rundfunk als Sache der Allgemeinheit und als Medium und Faktor der freien Meinungsbildung.

## Rechtliche Grundlagen
Der Programmauftrag ist ein unbestimmter Rechtsbegriff, der sich auf das Grundrecht der Rundfunkfreiheit aus Art. 5 Abs. 1 Satz 2 GG bezieht. Er konkretisiert sich in Gesetzen der Bundesländer und in den Programmgrundsätzen der öffentlich-rechtlichen Rundfunkanstalten. Die Rundfunkprogramme sollen demnach der Information, Bildung und Unterhaltung gleichermaßen dienen.  Wesentliche Gesichtspunkte sind die Unabhängigkeit von staatlichen Eingriffen sowie der inneren und äußeren Pressefreiheit.
Zur Wahrung der Unabhängigkeit steht der hierarchischen Organisationsform eine je nach Bundesland unterschiedlich geregelte Mitwirkung der Programmmitarbeiter gegenüber, die meist in Redaktionsstatuten (auch Redakteursstatut genannt) geregelt ist.

## Programmgrundsätze
In den jeweiligen Rundfunkgesetzen der Bundesländer werden auch Programmgrundsätze festgelegt. Neben der Ausgewogenheit der Berichterstattung sehen sie meist vor, dass in den Sendungen die Würde des Menschen zu achten und zu schützen sei. Weiterhin sollen die Programme der Wahrheit verpflichtet sein.